# Naohito Hirai
Naohito Hirai (平井 直人?, Hirai Naohito; Kyoto, 16 luglio 1978) è un ex calciatore giapponese, di ruolo portiere.